# Carlos Delgado Chalbaud
Carlos Delgado Chalbaud (né à Caracas le 20 janvier 1909 - assassiné le 13 novembre 1950 à Caracas) est un militaire et homme d'État vénézuélien, ayant été ministre de la Défense et président. Il était un officier militaire vénézuélien qui a été président du Venezuela de 1948 à 1950 en tant que chef d’une junte militaire. En 1945, il est l’un des officiers de haut rang qui portent au pouvoir le parti Action démocratique par un coup d’État. En 1948, en tant que ministre de la Défense, il mène un autre coup d’État militaire et règne en tant que président jusqu’à son assassinat à Caracas.

## Jeunesse
Delgado Chalbaud est le fils de Román Delgado Chalbaud (petit-fils d’un immigré français et arrière-petit-fils d’un colon andalou) et de Luisa Elena Gómez Velutini (d’origine corse). Il était connu sous le nom de Carlos Delgado Chalbaud parce qu’il utilisait le nom de famille de son père, Román Delgado Chalbaud, en hommage à sa mémoire. À l’âge de 20 ans, il s’approche du croiseur Falke dans le port de Dantzig (Pologne). Il a débarqué sur les côtes de Cumaná le 11 août 1929, dans le but de renverser l’homme fort Juan Vicente Gomez. Dans cette opération ratée, son père Román, commandant de l’expéditionnaire, est tué, ce qui conduit Carlos à rentrer en France.
Delgado Chalbaud a passé la majeure partie de sa vie à Paris, où il a étudié l’ingénierie et a ensuite fréquenté l’académie militaire de Saint-Cyr. Il retourne au Venezuela en 1939 et est rapidement commissionné dans l’armée vénézuélienne par le président Eleazar Lopez Contreras avec le grade de capitaine.

## Carrière
En tant que l’un des responsables les plus brillants des forces armées associés au groupe qui a renversé Isaías Medina Angarita en 1945, Carlos était membre de la junte révolutionnaire gouvernementale qui a remplacé Medina. Il a été ministre de la Défense pendant les présidences de Rómulo Betancourt et de Rómulo Gallegos.
En 1948, Chalbaud a été parmi ceux qui ont renversé le gouvernement du président Gallegos et était membre de la junte militaire du gouvernement avec Marcos Pérez Jiménez et Luis Llovera Páez, qui était le chef titulaire de la junte de trois personnes.

## Mort
Chalbaud est enlevé et assassiné le 13 novembre 1950 par un groupe dirigé par Rafael Simón Urbina et son neveu Domingo Urbina. L’enlèvement a eu lieu à Caracas.